# Kontrollcsoportterves kétutas faktoriális ANOVA
A kontrollcsoportterves kétutas faktoriális ANOVA egy statisztikai eljárás, melynek segítségével két független változó hatásának erősségét (főhatását) és egymásra hatásuk (interakciójuk) mértékét kalkuláljuk, milyenségét vizsgáljuk egy függő változó módosulásaira nézve. A módszert akkor használjuk, ha a kísérletünkben két független változót (faktort) tesztelünk, a független változókban két vagy több kondíció (szint) van jelen és különböző vizsgálati személyeket használunk mindkét faktor esetében.

## Példakísérlet
A módszer alkalmazásának jó példáját nyújtja Hass et al. (1991) vizsgálata. A kutatók arra voltak kíváncsiak hogy van-e hatása, és ha igen akkor milyen hatása van a rassznak illetve a csapatvereségnek, -győzelemnek arra, hogyan értékelik az emberek a vezetők teljesítményét. Vizsgálatukban a vizsgálati személyek egy vetélkedő játékot játszottak hatfős csoportokban. Ebből a hat főből az egyik személy a vizsgálatvezető munkatársa volt. Ez a munkatárs kapta meg a csapatvezetői szerepet, ami azzal járt hogy ő jelölhette ki azokat a kérdéseket amiket a csapatnak meg kellett próbálnia megválaszolnia.
A csapatvezetők, vagyis a beépített emberek rasszkategóriája volt az egyik független változó (faktor), melynek három kondíciója (szintje) volt. Az egyik csoportban afrikai fekete volt ez a személy, a másodikban brit fehér, a harmadikban pedig egyéb európai fehér (spanyol vagy francia).
A második független változó (faktor) azt befolyásolta, hogy a csapatvezető milyen nehézségű kérdéseket választott a csapata számára, s így arra gyakorolt hatást hogy a csapat vesztett vagy nyert e a vetélkedőben. Ennek a változónak tehát csak két kondíciója (szintje) volt: a csapat nyert, vagy a csapat vesztett.
Minden kondícióban különböző vizsgálati személyeket használtak, vagyis a kísérlet 3x2-es független mintás elrendezésű kutatás volt.
A kvízjáték után a vizsgálati személyek egy-egy kérdőívet töltöttek ki mely kérdéseket tartalmazott többek között arról hogy hogyan értékelik a csapatvezető teljesítményét. Ezeknek a típusú kérdéseknek a pontszámát összesítették, melyeket a következőképpen foglalhatunk össze (a magasabb pontszám jobb értékelést jelöl):
|                  | Afrikai kapitány | Brit kapitány  | Európai kapitány |
| Játék elvesztése | 58 50 43 42 48   | 45 44 58 57    | 34 28 30 35 42   |
| Játék megnyerése | 72 73 64 54 65   | 60 58 56 52 63 | 70 68 43 57 62   |

## A statisztikai vizsgálat elvégzése SPSS 16 segítségével
Az első lépés hogy az adatokat három változóban fel kell vinni az SPSS 16 adathalmazába. Az outcome változó jelentse azt hogy a csapat nyert vagy vesztett e a vetélkedőn ('1' vesztett, '2' nyert), a race hogy melyik rasszkategóriába tartozott a vezető ('1' afrikai, '2' brit, '3' európai), a score pedig az egyéni vizsgálati személyek vezetőre adott értékelő válaszainak pontszámait.
A második lépés a statisztikai eljárás elindítása. Az SPSS menüsoron ki kell választani a következőket: Analyze → General Linear Model → Univariate. Ha jól kattintottunk, akkor az Univariate dialogboxnak kell fogadnia.
Ez után kattintsunk az Options gombra, és pipáljuk be a Descriptive Statistics-t, hogy láthassuk a középértékeket minden kondíció esetében, Homogeneity tests-et, hogy a kondíciók variánciáit a program összehasonlítsa, és az Estimates of Effect Size gombot, hogy megjelenjen az Effect Size (partial Eta squared) minden faktor esetében.
Ezt követően a Continue gombra kattintva visszatérünk a főmenübe, ahol célszerű az átlagok grafikus kirajzolását előre megkérnünk. A Plots gombra kattintva megjelenik a Profile Plots párbeszédablak, ahol a Horizontal Axis menübe kell áthelyeznünk az egyik független változónkat (legyen ez most a race), a Separate Lines menübe a másik független változónkat (legyen ez most az outcome). Célszerű mindig a nagyobb kondíciószámú faktort a horizontális tengelyre helyezni, mert ez megkönnyíti a kirajzolt ábra későbbi értelmezését.
Ezt követően az Addra kattinthatunk majd a Continue gombbal elhagyhatjuk a szövegdobozt és nem marad más mint az OK-al elküldve lefuttatni a tesztet.

## Az SPSS 16-tal elvégzett kontrollcsoportterves kétutas faktoriális ANOVA eredményeinek értelmezése
Az SPSS output viewer négy táblázatot fog mutatni: (1) Between-subject factors, (2) Descriptive statistics, (3) Levene’s Test of Equality of Error Variances, és (4) Tests of Between Subjects Effects.
1. A Between-subject factors táblázat azt mutatja meg, hogy hány vizsgálati személy adatait használta fel a program az egyes kondíciókban. Ezzel a táblázattal gyorsan leellenőrizhetjük hogy pontosan annyi adatból számolt e a program mint amennyiből mi szerettük volna hogy tegye.
2. A Descriptive Statistics táblázatban az átlag és a szórás értékei láthatóak a rassz és a játék kimenetele változók minden kombinációjában.
3. A Levene’s Test of Equality of Error Variances táblázat segítségével azt a statisztikai hipotézist vizsgálhatjuk meg, hogy a függő változó (Score) varianciája, mindkét faktor minden kondíciójában egyenlő-e. Meg kell jegyezni, hogy a független mintás faktorális ANOVA esetében fontos előfeltevés, hogy a varianciák megközelítően azonosak. Ha a Levene teszt szignifikáns eredményt mutat (vagyis a Sig oszlop kevesebb mint 0.05) ez az előfeltevés nem állja meg a helyét és az ANOVA teszt eredménye megbízhatatlan. Ha a Levene teszt eredménye nem szignifikáns (vagyis a Sig oszlop nagyobb mint 0.05), akkor feltételezhetjük, hogy a varianciák hasonlóak. Ha a jelen példavizsgálat adatain futtatjuk le a tesztet, akkor azt fogjuk látni, hogy a Levene teszt nem szignifikáns (p=0.401), vagyis a hat különböző kísérleti kondíció esetében a varianciák nem különböznek szignifikánsan egymástól. Ez azt jelenti, hogy a Tests of Between Subjects Effects táblázat eredményei megbízhatóak.
4. A fő ANOVA eredményeket a  Tests of Between Subjects Effects táblázat mutatja. Jelen példavizsgálat esetében három sora van a táblázatnak, amit értelmezni kell. Az outcome sor a vetélkedő végkimenetelének főhatásvizsgálatát, a race sor a vezető rasszkategóriájának főhatásvizsgálatát, míg az outcome * race a két független változó interakciójának vizsgálati eredményeit jeleníti meg:

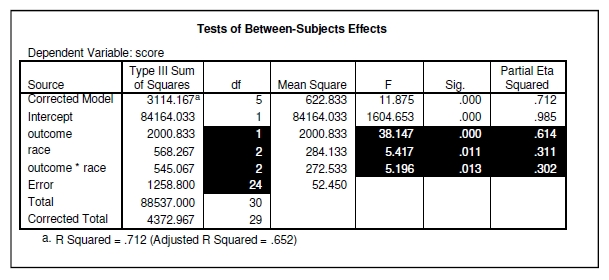

A táblázatból látszik, hogy a faktoriális ANOVA vizsgálat a vetélkedő kimenetelének szignifikáns főhatását mutatja (F(1,24)= 38.147, p<0.001, ή²=0.614). De ugyanúgy főhatása van a csapatkapitány rasszának is arra hogy milyen a játék végi megítélés (F(2,24)= 5.417, p=0.011, ή²=0.311). Szignifikáns továbbá a rassz és vetélkedő végkimenetele közötti interakció is (F(2,24) = 5.196 p=0.013,ή² =0.302). Hogy azonban ez utóbbit értelmezni tudjuk, szemügyre kell vennünk az eredményekből kirajzolt grafikont.
A grafikonból tisztán látszik, hogy mindig jobb volt a csapatkapitány megítélése, ha a csapat nyerhetett a vetélkedőben. Ugyanakkor még ha nyert is a csapat, a fekete és egyéb európai kapitányok megítélése még mindig jobb volt mint a brit fehéreké. Ha viszont vesztett a csapat rosszabb volt ugyanezeknek a kapitányoknak a megítélése mint a briteké. Más szavakkal: a kapitány megítélése se a nyertes se a vesztes variációban nem volt konzisztens a rasszok között.
A csoportátlagok közötti szignifikáns eltérések vizsgálata nem része a tesztnek, ezért az SPSS 16 menüből nem is érhető el közvetlenül ez a funkció. Ha mégis le szeretnénk futtatni, akkor az SPSS syntax editorát kell használnunk. Ha például a bemutatott vizsgálatban arra vagyunk kíváncsiak hogy van e szignifikáns eltérés vesztes és nyertes dimenzióban a különböző rasszokban külön-külön, akkor a már megismert Analyze → General Linear Model → Univariate ablakban az adatok hozzáadása után az OK helyett a Paste gombra kattintva hozzáadhatunk egy sort, mely a Bonferroni   páros összehasonlítást fogja meghívni:
/ EMMEANS = TABLES (var1 * var2) COMPARE (var1) ADJ (BONFERRONI)
Világos hogy a jelen példában a var1 és var2 kifejezéseket ki kell cserélnünk a race és outcome változókra. A COMPARE részbe pedig azt a változót kell beírni amelyik dimenzióban szeretnénk az összehasonlítást végeztetni. A példa alapján mi a vesztes nyertes dimenziókra voltunk kíváncsiak így az outcome változó kerül oda. Miután a beírást sikeresen elvégeztük a syntax ablak menüsoráról ki kell választani Run → All opciót mely lefuttatja a tesztet.

## Kontrollcsoportterves vizsgálat 3 vagy több faktor esetén
SPSS 16-ban a jelenlegihez hasonlóan a General Linear Model → Univariate ANOVA opciót kell választani, ahol a további faktorneveket a Fixed Factors textboxba kell írni.